# 2e législature de la province du Canada
Deuxième législature 
 (28 nov. 1844 au 6 déc. 1847)
Première législature de la province du Canada 3e législature de la province du Canada
Montréal (1844-1849)
La 2e législature de la province du Canada siégea du 28 novembre 1844 jusqu'en décembre 1847. Toutes les séances eurent lieu à Montréal au Canada-Est. La dissolution fut annoncée le 6 décembre 1847.

## Élections
Les élections se déroulent du 24 septembre 1844 au 12 novembre 1844.

## Sessions
- Première: du 28 novembre 1844 au 29 mars 1845[2].
- Deuxième: du 20 mars au 9 juin 1846.
- Troisième: du 2 juin au 28 juillet 1847.

## Représentants de la couronne
- Charles T. Metcalfe, gouv. (28 nov. 1844 — 26 nov. 1845)
- Charles M. Cathcart, adm. (26 nov. 1845 — 24 avr. 1846)
- Charles M. Cathcart, gouv. (24 avr. 1846 — 30 janv. 1847)
- James Bruce, 8e comte d'Elgin, gouv. (30 janv. 1847 — 6 déc. 1847)

## Présidents de l'Assemblée
- Allan Napier MacNab (28 nov. 1844 — 13 avr. 1846)
- Augustin-Norbert Morin (13 avr. 1846 — 19 mai 1846)
- Allan Napier MacNab (19 mai 1846 — 6 déc. 1847)

## Présidents du Conseil
- René-Édouard Caron (28 nov. 1844 — 18 mai 1847)
- Peter McGill (21 mai 1847 — 6 déc. 1847)

## Premiers ministres
- William Henry Draper et Denis-Benjamin Viger du 12 décembre 1843 au 17 juin 1846[2].
- William Henry Draper et Denis-Benjamin Papineau du 18 juin 1846 au 28 mai 1847.
- Henry Sherwood et Denis-Benjamin Papineau du 29 mai 1847 au 7 décembre 1847.

## Législation
En particulier, cette législature adopte les lois suivantes :
- la Loi municipale de 1845 (8 Vict., chap. 40), qui établit un système municipal composé de municipalités de paroisse, de municipalités de township et de municipalités sans désignation.
- l'Acte pour faire de meilleures dispositions pour l’établissement d’Autorités Municipales dans le Bas-Canada, (10-11 Vict., chap. 7), entré en vigueur le 1er septembre 1847, qui abrogeait la loi précédente et remplaçait les municipalités par des municipalités de comté.

## Députés

### Canada-Est
| Comté                       | Député                                 | Parti        |
| --------------------------- | -------------------------------------- | ------------ |
| Beauharnois                 | Eden Colvile                           | Conservateur |
| Bellechasse                 | Augustin-Norbert Morin                 | Patriote     |
| Berthier                    | David Morrison Armstrong               | Patriote     |
| Chambly                     | Louis Lacoste                          | Patriote     |
| Champlain                   | Louis Guillet                          | Patriote     |
| Deux-Montagnes              | William Henry Scott                    | Réformiste   |
| Dorchester                  | Pierre-Elzéar Taschereau               | Patriote     |
| Dorchester                  | François-Xavier Lemieux (1847)         | Patriote     |
| Drummond                    | Robert Nugent Watts                    | Conservateur |
| Gaspé                       | Robert Christie                        | Indépendant  |
| Huntingdon                  | Benjamin-Henri Le Moine                | Patriote     |
| Kamouraska                  | Amable Berthelot                       | Patriote     |
| Leinster                    | Jacob De Witt                          | Patriote     |
| L'Islet                     | Étienne-Paschal Taché                  | Patriote     |
| Lotbinière                  | Joseph Laurin                          | Patriote     |
| Mégantic                    | Dominick Daly                          | Conservateur |
| Missisquoi                  | James Smith                            | Conservateur |
| Missisquoi                  | William Badgley (1847)                 | Conservative |
| Montmorency                 | Joseph-Édouard Cauchon                 | Patriote     |
| Montréal                    | George Moffatt                         | Tory         |
| Montréal                    | Clément-Charles Sabrevois de Bleury    | Conservateur |
| Comté de Montréal           | André Jobin                            | Réformiste   |
| Nicolet                     | Antoine-Prosper Méthot                 | Patriote     |
| Ottawa                      | Denis-Benjamin Papineau                | Réformiste   |
| Portneuf                    | Lewis Thomas Drummond                  | Réformiste   |
| Comté de Québec             | Pierre-Joseph-Olivier Chauveau         | Réformiste   |
| Cité de Québec (siège no 1) | Thomas Cushing Aylwin                  | Patriote     |
| Cité de Québec (siège no 2) | Jean Chabot                            | Conservateur |
| Richelieu                   | Wolfred Nelson                         | Patriote     |
| Rimouski                    | Louis Bertrand                         | Patriote     |
| Rouville                    | Timothée Franchère                     | Patriote     |
| Saguenay                    | Marc-Pascal de Sales Laterrière (1845) | Patriote     |
| Saint-Hyacinthe             | Thomas Boutillier                      | Patriote     |
| Saint-Maurice               | François Lesieur Desaulniers           | Patriote     |
| Shefford                    | Sewell Foster                          | Conservateur |
| Sherbrooke                  | Edward Hale                            | Conservateur |
| Comté de Sherbrooke         | Samuel Brooks                          | Conservateur |
| Stanstead                   | John McConnell                         | Conservateur |
| Terrebonne                  | Louis-Hippolyte La Fontaine            | Patriote     |
| Trois-Rivières              | Edward Greive                          | Conservateur |
| Trois-Rivières              | Denis-Benjamin Viger (1845)            | Patriote     |
| Vaudreuil                   | Jacques-Philippe Lantier               | Patriote     |
| Verchères                   | James Leslie                           | Patriote     |
| Yamaska                     | Léon Rousseau                          | Patriote     |

### Canada-Ouest
| Comté                | Député                       | Parti        |
| -------------------- | ---------------------------- | ------------ |
| Brockville           | George Sherwood              | Tory         |
| Bytown               | William Stewart              | Conservateur |
| Carleton             | James Johnston               | Réformiste   |
|                      | George Lyon (1846)           | Conservateur |
| Cornwall             | Rolland Macdonald            | Conservateur |
|                      | John Hillyard Cameron (1846) | Conservateur |
| Dundas               | George Macdonnell            |              |
| Durham               | John Tucker Williams         | Tory         |
| Essex                | John Prince                  |              |
| Frontenac            | Henry Smith (fils)           | Conservateur |
| Glengarry            | John Sandfield Macdonald     | Réformiste   |
| Grenville            | Hamilton Dibble Jessup       | Conservateur |
| Haldimand            | David Thompson               |              |
| East Halton          | George Chalmers              | Conservateur |
| West Halton          | James Webster                | Conservateur |
| Hamilton             | Allan Napier MacNab          | Conservateur |
| Hastings             | Edmund Murney                | Conservateur |
| Huron                | William Dunlop               | Conservateur |
|                      | William Cayley (1846)        | Conservateur |
| Kent                 | Samuel Bealey Harrison       | Réformiste   |
|                      | Joseph Woods (1845)          | Conservateur |
| Kingston             | John A. Macdonald            | Conservateur |
| Lanark               | Malcolm Cameron              | Réformiste   |
| Leeds                | Ogle Robert Gowan            | Conservateur |
| Lennox et Addington  | Benjamin Seymour             | Tory         |
| North Lincoln County | William Hamilton Merritt     | Réformiste   |
| South Lincoln        | James Cummings               |              |
| London               | Lawrence Lawrason            | Conservateur |
|                      | William Henry Draper (1845)  | Conservateur |
|                      | John Wilson (1847)           | Conservateur |
| Middlesex            | Edward Ermatinger            | Conservateur |
| Niagara-on-the-Lake  | Walter Hamilton Dickson      |              |
| Norfolk              | Israel Wood Powell           |              |
| North Northumberland | Adam H Meyers                |              |
| South Northumberland | George Barker Hall           |              |
| Oxford               | Robert Riddell               | Conservateur |
| Prescott             | Neil Stewart                 |              |
| Prince Edward        | John Philip Roblin           | Réformiste   |
|                      | R B Conger (1847)            |              |
| Russell              | Archibald Petrie             | Conservateur |
| Simcoe               | William Benjamin Robinson    | Conservateur |
| Stormont             | D E Macdonell                | Conservateur |
| Toronto              | William Henry Boulton        | Réformiste   |
| Toronto              | Henry Sherwood               | Réformiste   |
| Wentworth            | Harmannus Smith              |              |
| York no. 1           | James Hervey Price           |              |
| York no. 2           | George Duggan                | Conservateur |
| York no. 3           | James Edward Small           | Réformiste   |
|                      | George Monro (1844)          | Conservateur |
| York no. 4           | Robert Baldwin               | Réformiste   |